# デジモンビートブレイク
『デジモンビートブレイク』（DIGIMON BEATBREAK）は、東映アニメーション制作のテレビアニメ。フジテレビ他にて2025年10月5日より放送開始予定。デジモンシリーズのテレビアニメ第10作。

## 概要
「DIGIMON CON 2025」が2025年3月20日、公式YouTubeチャンネルにて配信され、完全新作テレビアニメ『DIGIMON BEATBREAK』（デジモンビートブレイク）が制作されることが発表された。デジモンの新作テレビアニメは『デジモンゴーストゲーム』（2021年 - 2023年）放送以来、2年ぶりとなる。

## 登場人物

### ゴールデンドーン
天馬 トモロウ
声 - 入野自由
本作品の主人公、高校1年生、15歳。
咲夜 レーナ
声 - 黒沢ともよ
ゴールデンドーンの鉄砲玉、16歳。
久遠寺 マコト
声 - 関根有咲
ゴールデンドーンの分析担当、10歳。
沢城 キョウ
声 - 阿座上洋平
ゴールデンドーンのリーダー、22歳。

### パートナーデジモン
ゲッコーモン
声 - 潘めぐみ
本作品のもう一人の主人公、トモロウのパートナーデジモン。成長期。
プリスティモン
声 - 田村睦心
レーナのパートナーデジモン。成長期。
キロプモン
声 - 久野美咲
マコトのパートナーデジモン。成長期。
ムラサメモン
声 - 濱野大輝
キョウのパートナーデジモン。完全体。

## スタッフ
- 原案 - 本郷あきよし[2]
- シリーズディレクター - 宮元宏彰[2]
- シリーズ構成 - 山口亮太[2]
- キャラクターデザイン - 小島隆寛[2]
- デジモンデザイン - 渡辺けんじ[2]
- アニメーションデジモンデザイン - 浅沼昭弘[2]
- 美術監督 - 神綾香[2]
- 色彩設計 - 横山さよ子[2]
- CGディレクター - 大曽根悠介[2]
- 撮影監督 - 石山智之[2]
- 編集 - 西村英一[2]
- 音楽 - 桶狭間ありさ[2]
- アニメーション制作 - 東映アニメーション[2]
- 制作 - フジテレビ、読売広告社、東映アニメーション[2]